# Purr
Purr là một loại nước hoa được sáng tạo bởi ca sĩ người Mỹ Katy Perry và Gigantic Parfums. Tình yêu của Katy dành cho mèo và mèo con ảnh hưởng đến cả quyết định của cô trong việc tạo ra nước hoa và thiết kế của nó, mặc dù nguồn cảm hứng tiếp theo cho thiết kế của chai đến từ các sản phẩm nước hoa khác trên toàn thế giới. Purr có nhiều mùi hương khác nhau, bao gồm cả trái cây họ cam quýt. Được phát hành vào tháng 11 năm 2010, nó có sẵn trong một chai hình con mèo màu tím. Purr có sẵn trong chai 1,7 và 3,4 chất lỏng, với giá bán lẻ ở Mỹ là 35 USD đến 45 USD cho kích thước nhỏ hơn và 65 USD cho loại lớn hơn.

## Ý tưởng
Katy Perry đã chọn phát hành nước hoa đặc trưng của riêng mình, Purr, để thêm một dấu ấn cá nhân và cạnh tranh với nước hoa của những người nổi tiếng khác; cô đã trích dẫn Beyoncé và Kim Kardashian làm ví dụ. Sau khi hợp tác với Gigantic Parfums, cô đã tích cực tham gia vào việc phát triển mùi hương của mình. Cô đã đề cập trong một cuộc phỏng vấn rằng cô đã tạo ra sản phẩm vì cô yêu mèo.
Katy (như cô tự mô tả mình là một "người dựa trên trữ tình") đã quyết định cái tên "Purr" có vẻ tự nhiên vì nó nghe giống như "nước hoa", "hoàn hảo" và thậm chí là "Perry".  Làm việc với nước hoa Firmenich, cô muốn tạo ra một mùi hương có tác động mạnh mẽ đến mọi người và thứ gì đó không gợi nhớ đến những loại nước hoa khác mà cô đã ngửi. Giám đốc sắc đẹp và hương thơm quốc gia Nordstrom Cheri Botiz nói rằng trong khi ca sĩ nhạc pop đang làm việc với các nhà sáng chế nước hoa trên Purr, mục đích là để "ghi lại những mùi hương đặc biệt của nước hoa yêu thích của cô".

### Bao bì và mùi hương
Mùi hương của Purr tươi mát với một hương cam kết hợp với mật hoa đào, táo và tre xanh. Nó cũng có mùi hương được mô tả như "bó hoa nhài tinh tế, hoa lan Nam Phi và hoa hồng Bulgaria, được cân bằng bởi hoa lan vani, hổ phách trắng, gỗ đàn hương và xạ hương." Chiếc lọ có màu tím, hình dạng như một con mèo, được trang trí với đôi mắt trang sức và có các chi tiết kim loại. Thiết kế của nó được phác thảo bằng tay bởi chính Katy Perry, và bị ảnh hưởng bởi trang phục sân khấu Catdess của cô.

## Phát hành

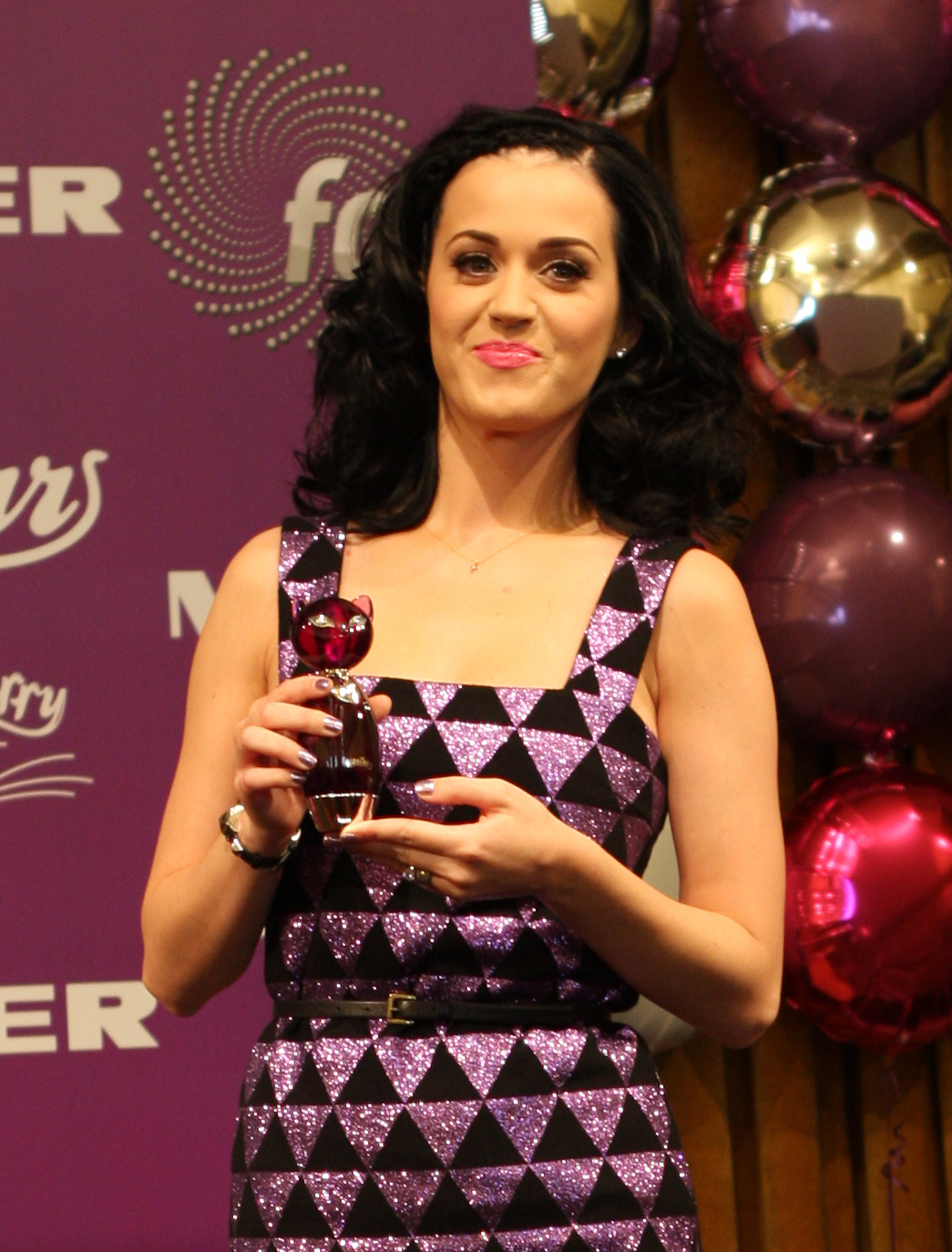
Perry cầm chai Purr

Theo chủ đề thiết kế của chai, các bản in quảng cáo lấy cảm hứng từ mèo của Purr đã cho thấy Perry tạo dáng khiêu khích trong bộ đồ mèo màu tím và hồng. Trong khi cô đang quay quảng cáo thương mại cho Purr, chương trình truyền hình Extra đã thực hiện một cuộc phỏng vấn hậu trường với Perry về thiết kế của chai. Purr đã được ra mắt vào tháng 11 năm 2010 tại Vương quốc Anh, nơi nó chỉ có sẵn tại cửa hàng Selfdrops của London trong một tuần, trước khi tổ chức bày bán toàn quốc gia bắt đầu từ ngày 20 tháng 11.
Tại Hoa Kỳ, hương thơm có sẵn độc quyền tại các cửa hàng Nordstrom. Nó được bán trong chai 1,7 và 3,4 chất lỏng với giá bán lẻ được báo cáo là 35 đến 45 USD cho loại cũ và 65 cho loại lớn hơn. Purr cũng có sẵn trực tuyến thông qua trang web chính thức của Nordstorm.

## Đón nhận
Tạp chí tuổi teen hàng tháng Seventeen gọi thiết kế chai của Purr là "dễ thương". Trang web spin-off của Miriam Lacey của Popsugar BellaSugar đã đưa ra một đánh giá thuận lợi cho nước hoa và nói rằng nó có mùi "giống như một người hâm mộ, phiên bản ít hóa chất hơn" của thuốc xịt cơ thể có mùi trái cây. Trong bài đánh giá của mình, Lacey cũng gọi Purr là một loại nước hoa "lộn ngược", bởi vì không giống như hầu hết các loại nước hoa "mở ra với các ghi chú đẹp nhất của họ và sau đó kết thúc với một hương vị tương đối chung chung". Lacey quan sát thấy rằng mùi hương của nó chỉ kéo dài khoảng 2 giờ; Cô nghĩ sẽ tốt hơn nếu xịt nó lên bàn chải tóc của mình, "vì dầu trên da đầu của bạn sẽ giúp nó bền lâu hơn".